# Ctenophilus pratensis
Ctenophilus pratensis är en mångfotingart som först beskrevs av Demange 1963.  Ctenophilus pratensis ingår i släktet Ctenophilus och familjen småjordkrypare.
Artens utbredningsområde är Elfenbenskusten. Inga underarter finns listade i Catalogue of Life.